# Chinga (Meteorit)
Koordinaten: 51° 3′ 30″ N, 94° 24′ 0″ O
Bei dem Chinga-Meteoriten handelt es sich um einen Eisenmeteoriten, von dem erstmals 1913 im Chinga-Fluss der sibirischen Tannu-Tuva-Region Bruchstücke von Goldsuchern gefunden wurden. Bei mehreren Expeditionen wurden bislang 250 Bruchstücke mit einem Gesamtgewicht von etwa 350 kg eingesammelt.
Am Fundort konnte kein klar umgrenzter Einschlagkrater gefunden werden. Der Meteorit zerplatzte wahrscheinlich vor 10.000 bis 20.000 Jahren beim Eintritt in die Erdatmosphäre, wobei die Bruchstücke auf Gletschereis fielen. Das Falldatum wurde anhand geologischer Untersuchungen des Flusstales und der Tiefe von Meteoritenfragmenten in den Ablagerungen abgeschätzt.
Der Chinga-Meteorit stammt aus dem Asteroidengürtel und wird der Klasse der Ataxite zugeordnet. Dies sind seltene Meteoriten mit hohem Nickel-Gehalt.
Chemische Zusammensetzung: 83 % Eisen; 16,4 % Nickel; 0,181 ppm Gallium; 0,082 ppm Germanium; 3,6 ppm Iridium.
Im Jahr 2012 wurde veröffentlicht, dass die chemische Untersuchung einer Buddha-Statue ergab, dass sie aus dem Metall von Chinga besteht – eine bisher einzigartige Entdeckung. Vermutungen, dass die Statue 1939 von einer deutschen SS-Expedition aus Tibet nach Deutschland gebracht wurde und mehrere 1000 Jahre alt sei, werden von Experten bezweifelt. Eine andere Vermutung ist, dass diese Statue von Nikolaus Roerich Anfang des 20. Jahrhunderts hergestellt wurde.